# Emmett (Idaho)
Emmett è una città degli Stati Uniti d'America, situata nello Stato dell'Idaho e in particolare nella Contea di Gem, della quale è anche il capoluogo.